# Cubilia cubili
Cubilia cubili ist ein Baum in der Familie der Seifenbaumgewächse aus Borneo, Sulawesi bis zu den Molukken und den Philippinen. Es ist die einzige Art der Gattung Cubilia.

## Beschreibung
Cubilia cubili wächst als immergrüner Baum bis zu 25(–50) Meter hoch. Der Stammdurchmesser erreicht bis über 75 Zentimeter. Es werden teils meterhohe Brettwurzeln ausgebildet.
Die wechselständig, schraubig angeordneten und gestielten Laubblätter sind paarig gefiedert. Die kurz gestielten, wechsel- bis gegenständigen, bis zu 14 Blättchen sind eiförmig, -lanzettlich, ganzrandig, meist spitz bis stumpf und kahl. Unterseits sind die Blättchen teils in den Aderachseln drüsig. Die Nebenblätter fehlen.
Cubilia cubili ist einhäusig funktionell monözisch oder falsch-polygam. Es werden end- oder fast endständige, rispige und dicht und fein bräunlich behaarte Blütenstände gebildet. Die funktionell eingeschlechtlichen und fünfzähligen, kupferfarbenen Blüten mit doppelter Blütenhülle sind sehr klein. Der behaarte Kelch ist becher- bis urnenförmig verwachsen mit minimalen Zipfeln. Die sehr kleinen Kronblätter im Kelchbecher sind seidig behaart. Es sind meist 5 oder 6 kurze Staubblätter mit flachen Staubfäden ausgebildet. Der feinwärzliche, zweikammerige Fruchtknoten ist oberständig mit zwei sitzenden Narbenästen. Bei den männlichen Blüten ist ein kleiner Pistillode und bei den weiblichen sind Staminodien mit Antheroden vorhanden. Es ist jeweils ein Diskus vorhanden.
Es werden kastanienähnliche, grüne und ledrige, dicht stachelige, meist einsamige, rundliche bis eiförmige, zweiklappige, etwa 3–5 Zentimeter große Früchte, lokulizidale Kapseln gebildet. Die Stacheln sind pyramidal und bis 2 Millimeter lang. Der bis 2,5 Zentimeter große, glatte, glänzende, rundliche bis eiförmige und braune Samen, mit auffälligem Hilum, besitzt im unteren Teil einen weißlichen, fleischigen, relativ dünnen und becherförmigen Arillus.

## Taxonomie
Cubilia cubili wurde 1837 von Francisco Manuel Blanco in Flora de Filipinas: Segun el sistema sexual de Linneo Seite 287 als Euphoria cubili erstbeschrieben. Die Art wurde 1948 von Albert George Ludwig Adelbert in Blumea; Tijdschrift voor de Systematiek en de Geografie der Planten Band 6 Seite 325 als Cubilia cubili (Blanco) Adelb. in die Gattung Cubilia gestellt.

## Verwendung
Die Samen und der Arillus sowie die Blätter sind essbar. Der Samen wird gekocht oder geröstet, die Blätter werden als Gemüse genutzt.
Das mittelschwere, mäßig beständige Holz kann für einige Anwendungen genutzt werden.